# Nacjonalizm na Wyspach Kanaryjskich

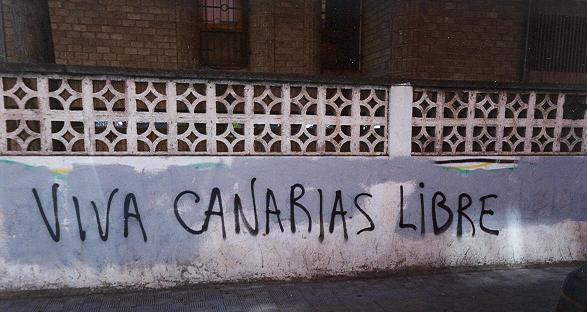
Napis „Niech żyją wolne Wyspy Kanaryjskie” w San Cristóbal de La Laguna na Teneryfie

Nacjonalizm kanaryjski – ruch mający na celu uzyskanie szerszej autonomii w ramach Hiszpanii lub całkowitej niepodległości oraz zwiększenia świadomości narodowej wśród mieszkańców Wysp Kanaryjskich.

## Historia świadomości narodowej na Wyspach Kanaryjskich

### Początki
Wyspy Kanaryjskie do średniowiecza były zamieszkiwane przez lud Guanczów spokrewniony z Berberami. Po hiszpańskim podboju wysp wprowadzono feudalizm europejski.
U schyłku podboju wysp przez Hiszpanów, 30 maja 1481 roku wódz Guanczów Tenesor Semidán (po chrzcie znany jako Francisco Guanarteme) zawarł traktat z królem Janem II Aragońskim tzw. traktat z Calatayud. Traktat ten określał Wyspy Kanaryjskie jako królestwo, część Hiszpanii. Definiował też kanaryjską administrację i jej relacje z koroną hiszpańską.
Początkowo pakt przyjęto jedynie na Gran Canarii, ale wraz z podbojem wysp przez Hiszpanów, umowę rozszerzono na cały archipelag. Nieprzestrzeganie ustaleń paktu przez Hiszpanię doprowadziło do wybuchu buntów miejscowej ludności: w latach 1502 (bunt wodza Ichasagua), 1770 (bunt w La Aldea) i 1788 (bunt w Arico). Pakt unieważniono podczas restauracji Burbonów.

Pierwsza flaga używana przez kanaryjskich nacjonalistów, po raz pierwszy użyta w 1907 r.

### Nacjonalizm kanaryjski
Pierwsze organizacje nacjonalistyczne zostały utworzone w XIX wieku i były częścią lokalnego ruchu robotniczego. Najważniejszymi postaciami wczesnego nacjonalizmu kanaryjskiego są José Cabrera Díaz, Nicolás Estévanez oraz Secundino Delgado, który uważany jest dziś za ojca tego ruchu.
Pierwsze partie nacjonalistyczne to Partido Popular („Partia Ludowa”), założona w 1901 w Santa Cruz de Tenerife oraz Partido Nacionalista Canario („Kanaryjska Partia Nacjonalistyczna”) założona w 1924 w Hawanie na Kubie.
W okresie Drugiej Republiki pojawił się projekt przyznania autonomii Wyspom Kanaryjskim. Kres tym planom położyła hiszpańska wojna domowa.

### Podczas dyktatury Franco
Frankizm stanowczo sprzeciwiał się wszelkim formom separatyzmu zarówno w Hiszpanii, jak i w hiszpańskich koloniach. Pomimo tego, w 1959 roku poparcie zaczął zdobywać ruch Canarias Libre („Wolne Wyspy Kanaryjskie”). Z kolei w 1964 Antonio Cubillo założył MPAIAC
– Movimiento por la Autodeterminación e Independencia del Archipiélago Canario („Ruch na Rzecz Samostanowienia i Niepodległości Wysp Kanaryjskich”). Flaga MPAIAC jest do dziś powszechnie uznawana jako symbol separatyzmu kanaryjskiego.
U schyłku rządów Franco powstały dwie milicje separatystów kanaryjskich: Destacamentos Armados Canarios („Kanaryjskie Siły Zbrojne”) oraz Fuerzas Armadas Guanches („Siły Zbrojne Guanczów”). Terrorystyczna działalność tych organizacji, mimo początkowego poparcia, była w większości potępiana przez Kanaryjczyków.
W 1982 Wyspy Kanaryjskie stały się wspólnotą autonomiczną w ramach Hiszpanii. W latach 80. trzecią najpopularniejszą partią na Wyspach Kanaryjskich była nacjonalistyczna UPC. W 1985 Antonio Cubillo powrócił z Algierii i założył partię CNC (Congreso Nacional de Canarias), „Kanaryjski Kongres Narodowy”.
Od 1993 władzę we Wspólnocie Autonomicznej Wysp Kanaryjskich sprawuje partia Koalicja Kanaryjska.

## Czasy współczesne
Na początku XXI wieku istniało kilkanaście partii określających się jako nacjonalistyczne:
| Nazwa hiszpańska                     | Nazwa polska                            | rok powstania |
| ------------------------------------ | --------------------------------------- | ------------- |
| Coalición Canaria                    | Koalicja Kanaryjska                     | 1993          |
| Nueva Canarias                       | Nowe Wyspy Kanaryjskie                  | 2005          |
| Frente Popular de las Islas Canarias | Ludowy Front Wysp Kanaryjskich          | 1986          |
| Centro Canario Nacionalista          | Kanaryjskie Centrum Nacjonalistyczne    | 1992          |
| Alternativa Nacionalista Canaria     | Kanaryjska Alternatywa Nacjonalistyczna | 2006          |
| Partido Nacionalista Canario         | Kanaryjska Partia Nacjonalistyczna      | 1924          |
| Unidad del Pueblo                    | Jedność Ludu                            | 1998          |

Istnieje też młodzieżowa organizacja o nazwie Azarug.
Niektóre organizacje, szczególnie te bardziej radykalne, używają na określenie Wysp Kanaryjskich berberyjskiego słowa Taknara.
Ruch separatystyczny przeżywa na wyspach swoisty renesans. Kanaryjska gazeta El Día zmieniła wymowę swoich artykułów, aby pasowały do opinii nacjonalistycznych i separatystycznych. W gazecie tej często cytowane są opinie historyków i publicystów popierających odłączenie się Wysp Kanaryjskich od Hiszpanii lub szerszą autonomię.

## Galeria

Oficjalna flaga Wysp Kanaryjskich
Pierwsza flaga używana przez kanaryjskich nacjonalistów, po raz pierwszy użyta w 1907 r.
Flaga ruchu Canarias Libre
Flaga MPAIAC
Flaga wysp Kanaryjskich proponowana przez Azarug